# 東洋的専制主義
東洋的専制主義（とうようてきせんせいしゅぎ、英:oriental despotism）とは近代ヨーロッパにおいて確立された社会構造及び政治形態の類型の一つ。アジア的専制主義（あじあてきせんせいしゅぎ）、あるいは英語でオリエンタル・デスポティズムとも言う。社会学者・歴史学者カール・ヴィットフォーゲルの1957年の著書『オリエンタル・デスポティズム』で知られる

## 背景
ヨーロッパが先進的、アジアが後進的であるという世界認識を根底に形成された社会構造で神格化された専制君主による絶対的支配を特徴とし、中国の歴代王朝を始め古代オリエントやインド、日本における律令制に至るまでアジア社会においては広く存在する社会構造であるとされている。もともとはアリストテレスが自著『政治学』において王制の一つの例として奴隷制を受容したアジアにおいて行われている法による支配を中心とした世襲制の王制を挙げた事に由来する物でギリシアに始まる古代民主制の対極的な概念として漠然と掲げられていただけであったが、18世紀になるとシャルル・ド・モンテスキューが『法の精神』において政体を民主制、君主制及び専制主義の三つに区分した際にこれについて言及し、専制主義下では国民は政治的にまったく無権利な状態であると指摘した上でこれを政治的奴隷制と呼んだ他、ゲオルク・ヴィルヘルム・フリードリヒ・ヘーゲルは『歴史哲学』において自由意識を軸とした原理の発展段階を叙述するものが世界史であるとした上で、自由意識が最初に芽生えたのは専制君主が唯一の自由人として現れたアジアでありそこに真の世界史の萌芽を見出せると指摘するなど次第に概念が確立され、更に19世紀に入るとヨーロッパ中心の世界認識に立ったアジア社会への理解の必要性が高まるに連れて重要な意味を持つようになった。だが、確固たる概念が確立されるのはカール・マルクスが『イギリスのインド支配』においてインドを素材としてこれを考察するに至ってからである。

## マルクスによる東洋的専制主義の定義
マルクスはアジア的生産様式と呼ばれる概念を提唱し、『資本主義生産に先行する諸形態』において新たにこの東洋的専制主義について農業と手工業が結合して自給自足的である労働主体が非自立的に共同体に埋没しており、土地の所有は世襲的な物で共同体の総括的統一体である専制君主のみが唯一の所有者である社会構造であると定義した。この社会構造では剰余労働は貢納という形式をとり、専制君主の讃仰の為の共同労働として搾取される物であるとされ、マルクス自身はこの様な労働主体と専制君主の関係を総体的奴隷制と呼んだ。また専制の形態は一人の首長に代表される場合と家父長間の相互関係として代表される場合があるとされる。なお、マルクスはその後執筆した『経済学批判』や『資本論』においても同様の意味でこの概念を用いており、特に『資本論』においてはこの様な社会構造では労働主体と専制君主との関係は臣従関係以上に発展する事は無く、租税は地代と等しい事から国家は最高の地主としての機能を持ち、主権は国家的規模で集中された土地の所有であるとも述べている。

## ヴィットフォーゲルの理論
マルクス主義者だったがのちにマルクス主義を批判したカール・ヴィットフォーゲルの1957年の著書『オリエンタル・デスポティズム』では、 Hydraulic Empire (水力帝国）理論が説かれた。この水力帝国理論では、水力を利用した経済システムは中央集権的で帝国的な専制主義を必要としたとされ、これは古代の大規模な社会すべてに適用できるとされた。
社会学者マイケル・マンは、しかし、ローマ帝国は灌漑農業を知らなかったし、中国は灌漑農耕に長期依存してきたのは事実だが、ほかに相異なる水管理システムがあったと指摘する。
また、マンは、中国の灌漑事業の多くは、比較的小規模で村落の範囲に限定されていたし、後漢以降の大規模全流域灌漑事業も国家役人の監督下に置かれていたとはいえ、役人の業務は現地の水利権紛争の仲裁などにとどまるもので、現地の事情に左右される脆弱なシステムだったという。揚子江と黄河をむすぶ京杭大運河は隋国家によって建設され管理され、洪水対策はその地域での国家による支配を高めたが、これらの地域は中華帝国の中心地ではなかったし、帝国的専制的構造を決定したわけではなかった。中国だけでなく、古代エジプト、シュメールにおいてさえ、水力利用農業と専制主義のあいだに必然的なつながりはなく、灌漑は人間集団の組織の容量を増大させたが、数百万の人口を擁するような世界帝国の規模とは程遠かった。
マンは、ウィットフォーゲルの東洋的専制主義論は国家の基盤構造的な力を大幅に誇張しており、水力利用農業が国家の発展の原因でもなかったし。ウィットフォーゲル理論では、初期国家における専制的でない民主制的または寡頭制的な形態や、分節的連邦的文化を説明できないと指摘する。マンによれば、拡大包括的な力（広範囲な領域に分散している大人数の人間を最小限度安定的な協同関係へと組織する能力）をうみだす原動力のいくつかは、専制的であろうとなかろうと、灌漑国家であろうとなかろうと、個々の国家支配の内側にはなかった。また、ウィットフォーゲルの一元的社会モデルは、私有財産制を基盤とする分権的な階層関係を無視しており、国家に与えている現実の基盤構造的な力を認識しておらず、幻想的とさえいえるとマンは批判した。
マイケル・マンのその他の論評についてはマルクス主義批判#階級・国家・権力に関する論評を参照。